# 우태원
우태원(1972년 7월 24일 ~)은 빙그레/한화의 전 야구 선수다. 태평양에 지명되었으나 지명권 양도로 빙그레에 입단했다. 광영고등학교를 졸업했다.

## 같이 보기
- 빙그레 이글스 연도별 선수 명단